# Hymenophyllum turquinense
Hymenophyllum turquinense är en hinnbräkenväxtart som beskrevs av C.Sánchez. Hymenophyllum turquinense ingår i släktet Hymenophyllum och familjen Hymenophyllaceae. Inga underarter finns listade.